# Anna-Karin Tornberg
Anna-Karin Tornberg (* 29. September 1971) ist eine schwedische Mathematikerin, die sich mit Numerischer Mathematik befasst.
Tornberg wurde 2000 bei Björn Engquist an der Königlichen Technischen Hochschule Stockholm (KTH) promoviert (Interface Tracing Methods with Application to Multiphase Flows). Als Post-Doktorandin war sie am Courant Institute, an dem sie 2003 Assistant Professor wurde und 2007 Associate Professor (mit Tenure). 2007 wurde sie Dozentin an der KTH und 2012 erhielt sie eine volle Professur für Numerische Analysis. Sie ist am Linné Flow Center der KTH und am Swedish e-Science Research Center (schnelle Methoden elektrostatischer Berechnungen in Simulationen der molekularen Dynamik).
Sie befasst sich mit numerischen Algorithmen für die Lösung von partiellen Differentialgleichungen, insbesondere für Multiphasen-Hydrodynamik und in dynamischen Geometrien (Interface tracking methods, besonders Oberflächendarstellung dynamischer Grenzflächen).
2004 war sie eingeladene Sprecherin auf dem Europäischen Mathematikerkongress in Stockholm. Für 2018 ist sie eingeladene Sprecherin auf dem Internationalen Mathematikerkongress in Rio de Janeiro. 2015 wurde sie Mitglied der Königlich Schwedischen Ingenieursakademie und 2010 der Königlich Schwedischen Akademie der Wissenschaften. 2014 erhielt sie den Göran Gustafsson Preis (als erste Frau). 2006 war sie Sloan Research Fellow. Sie ist im Rat des Mittag-Leffler-Instituts.

## Schriften (Auswahl)
- mit B. Engquist: Numerical approximations of singular source terms in differential equations, Journal of Computational Physics, Band 200, 2004, S. 462–488
- mit M. J. Shelley: Simulating the dynamics and interactions of flexible fibers in Stokes flows, Journal of Computational Physics, Band 196, 2004, S. 8–40
- mit B. Engquist, R. Tsai: Discretization of Dirac delta functions in level set methods, Journal of Computational Physics, Band 207, 2005, S. 28–51
- mit B. Engquist: A finite element based level-set method for multiphase flow applications, Computing and Visualization in Science, Band 3, 2000, S. 93–101
- mit B. Engquist, O. Runborg: High-frequency wave propagation by the segment projection method, Journal of Computational Physics, Band 178, 2002, S. 373–390
- mit B. Engquist: Regularization techniques for numerical approximation of PDEs with singularities, Journal of Scientific Computing, Band 19, 2003, S. 527–552
- Interface tracking methods with application to multiphase flows, Numerisk analys och datalogi 2000
- mit Leslie Greengard: A fast multipole method for the three-dimensional Stokes equations, Journal of Computational Physics, Band 227, 2008, S. 1613–1619
- mit K. Gustavsson: A numerical method for simulations of rigid fiber suspensions, Journal of Computational Physics, Band 215,  2006, S. 172–196
- Multi-dimensional quadrature of singular and discontinuous functions, BIT Numerical Mathematics, Band 42, 2002, S. 644–669
- mit A. Kanevsky, M. J. Shelley: Modeling simple locomotors in Stokes flow, Journal of Computational Physics, Band 229, 2010, S. 958–977
- mit B. Engquist: The segment projection method for interface tracking, Communications on pure and applied mathematics, Band 56, 2003, S. 47–79
- mit K. Gustavsson: A numerical method for simulations of rigid fiber suspensions, Journal of Computational Physics, Band 215, 2006, S. 172–196
- mit D. Lindbo: Fast and spectrally accurate Ewald summation for 2-periodic electrostatic systems,The Journal of chemical physics, Band 136, 2012, S. 164111
- mit S. Khatri: A numerical method for two phase flows with insoluble surfactants, Computers & Fluids, Band 49, 2011, S. 150–165